# Andhra Pradesh

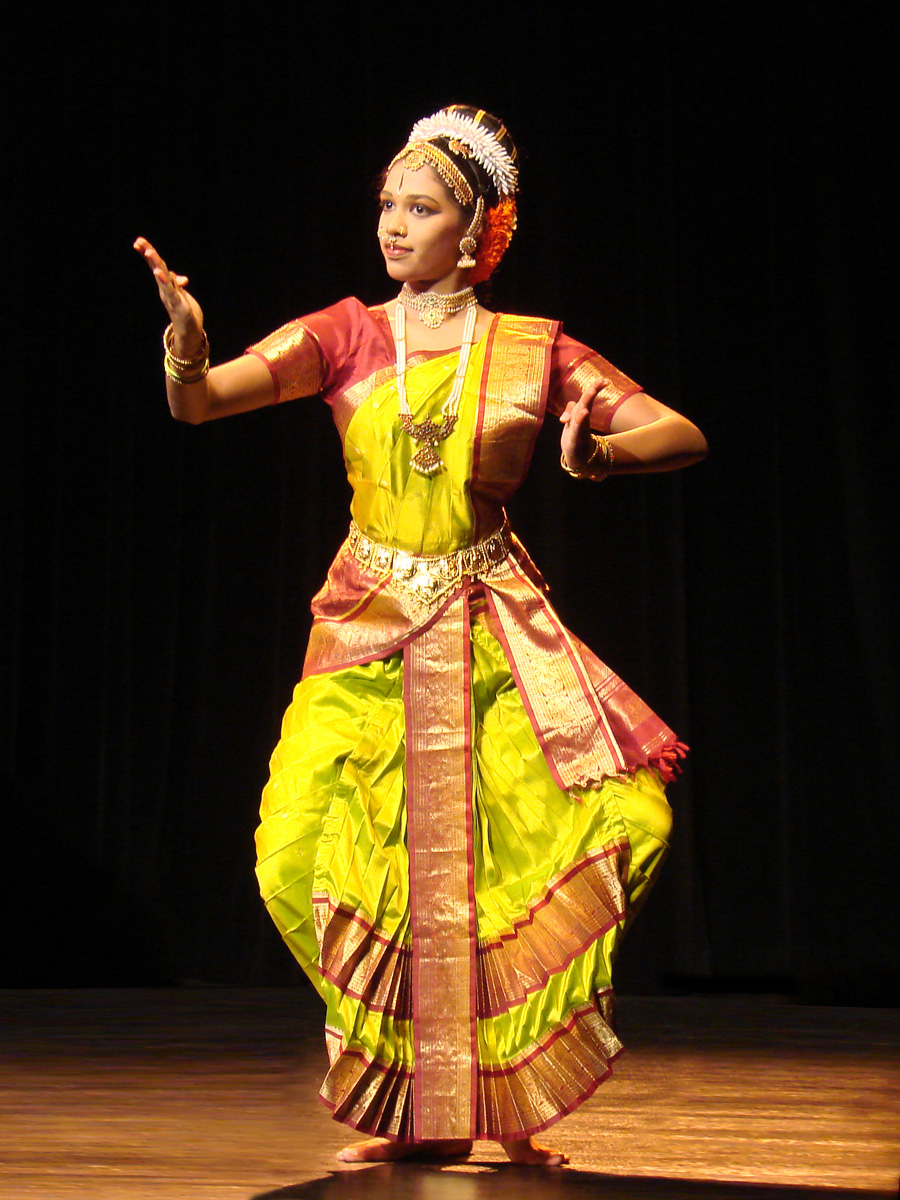
Kuchipudi és la dansa clàssica tradicional d'Andhra Pradesh

Andhra Pradesh és un estat de l'Índia, format sobre la base lingüística de les zones de parla telugu després de la dissolució de l'Estat de Hyderabad.

## Història moderna
La conferència anual Andhra Mahasabha de 1913 va preconitzar la creació d'un estat telugu independent. Entre 1922 i 1924 es va produir una revolta social dirigida per Alluri Sitarama Raju. A Hyderabad es va establir el moviment Andhra Jana Sangh el 1921, i el 1931 es convertí en l'Andhra Mahasabha, del que Suravaram Prathapa Reddy en fou el primer president.
Després del 1927 els líders telugus van caure sota la influència de Mohandas K. Gandhi, però sense deixar de demanar un estat separat dins d'una Unió Índia. Els polítics locals romangueren dins l'Andhra Mahasabha.
El 1938 es va establir l'Hyderabad State Congress que afavorí el creixement del moviment Andhra a Telangana. Des del 1941 l'Andhra Mahasabha va quedar sota el lideratge de polítics d'esquerra com Ravi Narayana Reddy, Kaloji Narayana Rao, Baddam Yella Reddy i altres.
El 1946 l'Andhra Mahasabha encapçalat per Ravi Narayana Reddy inicià a Hyderabad (un principat musulmà, governat pel nizam, formalment com a protectorat britànic) una lluita armada contra els senyors feudals, popularment coneguda com el Moviment Telangana. Per fer front al moviment, els musulmans del partit Al-Ittehad ul-Muslimeen i les milícies del nizam (els razakars) van desfermar una campanya de violència.
En la partició del 1947 i en l'organització administrativa subsegüent no es va concedir als telugus un estat separat. Potti Sreeramulu, un telugu resident a Madràs, s'immolà per reclamar un estat separat pel poble de parla telugu.
Les forces de l'Índia van envair l'estat del nizam d'Hyderabad el 17 de setembre de 1948 i les tropes d'aquest es van rendir. El General J.N. Chaudhary, que dirigia les tropes invasores, es va convertir en governador militar d'Hyderabad, i després d'unes eleccions fetes el 1952, B. Ramakrishna Rao ocupà el càrrec de ministre principal de l'estat d'Hyderabad dins l'Índia.
Els telugus van exigir un estat separat i l'agitació es va desenvolupar a Madràs amb el famós eslògan "Madras Manade" (Madràs és nostre). Com a resultat d'aquesta agitació, Jawaharlal Nehru, llavors primer ministre, va acordar la creació d'un estat telegu l'1 d'octubre del 1953 (Andhra State) amb les regions telugus de la presidència de Madràs (11 districtes). Tanguturi Prakasam (amb Sir Chandulal Madhavlal Trivedi com a governador) en fou el primer Ministre principal. La capital es va establir a Kurnool.
L'1 de novembre del 1956 les regions de parla telegu de l'estat d'Hyderabad foren anexionades a l'estat d'Andhra i constituïren el Visalandhra o Gran Andhra, amb N. Sanjeeva Reddy com a Ministre principal, i Hyderabad com a capital. L'estat resultant rebé el nom oficial d'Andhra Pradesh.
El 1969 els líders de la regió de Telangana o Telingana (la part interior) al·legaren que el govern regional no complia els seus compromisos i afavoria principalment a la regió costanera i es va iniciar l'agitació. El 1972 els pobladors de la costa de l'estat d'Andhra exigiren la partició de l'estat en dues parts, la interior i la costanera. Diverses organitzacions s'uniren per a formar el partit Jai Andhra (Visca Andhra). L'agitació màxima fou el gener del 1973 i després va afluixar. Finalment el 1978 es va arribar a un acord que temporalment va eliminar la possibilitat de separació.
El Partit del Congrés va dominar el govern durant més de 25 anys (1956-1982) però el 1982 va arribar al poder el Telegu Desam dirigit per N.T. Rama Rao, un moviment nacionalista telugu. El 1989 el Telegu Desam va perdre les eleccions i va pujar al poder Marri Chenna Reddy, seguit després per N. Janardhan Reddy i per Kotla Vijaya Bhasker Reddy. Rama Rao va triomfar altre cop a les eleccions de 1994 si bé al cap d'un temps fou apartat del poder pel seu ministre de finances i gendre N. Chandrababu Naidu (1995), i Rama Rao morí poc després d'un atac de cor. Naidu va guanyar les següents eleccions (1996 i 2000) però fou derrotat pel Partit del Congrés de l'Índia el 2004 i el govern fou encapçalat per Y.S. Rajasekhara Reddy
El 2014 la part interior se'n va separar per formar l'estat de Telangana.

## Llista de ministres principals
- 1953-1954 Tanguturi Prakasam
- 1954-1955 govern presidencial directe
- 1955-1956 Bezawada Gopala Reddy
- 1956-1960 Neelam Sanjiva Reddy (primera vegada)
- 1960-1962 Damodaram Sanjivayya
- 1962-1964 Neelam Sanjiva Reddy (segona vegada)
- 1964-1971 Kasu Brahmananda Reddy
- 1971-1973 P.V. Narasimha Rao
- 1973 govern presidencial directe
- 1973-1978 Jalagam Vengala Rao
- 1978-1980 Marri Channa Reddy (primera vegada)
- 1980-1982 Tanguturi Anjaiah
- 1982 Bhabaram Venkataram Reddy
- 1982-1983 Kotla Vijaya Bhaskara Reddy (primera vegada)
- 1983-1984 Nandamun T. Rama Rao (primera vegada)
- 1984 N. Bhaskara Rao
- 1984-1989 Nandamun T. Rama Rao (segona vegada)
- 1989-1990 Marri Channa Reddy (segona vegada)
- 1990-1992 N. Janardhan Reddy
- 1992-1994 Kotla Vijaya Bhaskara Reddy (segona vegada)
- 1994-1995 Nandamun T. Rama Rao (tercera vegada)
- 1995-2004 Nara Chandrababu Naidu
- 2004- Y.S. Rajasekhara Reddy

## Governadors
- 1953-1957 Sir Chandulal Madhavlal Trivedi
- 1957-1962 Bhim Sen Sachar
- 1962-1964 Satyavant Mallannah Srinagesh
- 1964-1968 Pattom Thanu Pillai
- 1968-1975 Khandubhai Kasanji Desai
- 1975-1976 S. Obul Reddy
- 1976 Mohan Lal Sukhadia
- 1976-1977 R.D. Bhandare
- 1977 B.J. Diwan
- 1977-1978 Sra. Sharada Mukherjee
- 1978-1983 Kochakkan Chacko Abraham
- 1983-1984 Thakur Ram Lal
- 1984-1985 Shankar Dayal Sharma
- 1985-1990 Sra. Manishankar Kumudben Joshi
- 1990-1997 Krishan Kant
- 1997 Gopala Ramanujam
- 1997-2003 Chakravarti Rangarajan
- 2003-2004 Surjit Singh Barnala
- 2004-2006 Sushil Kumar Shinde
- 2006- Rameshwar Thakur